# مسرح تشريحي

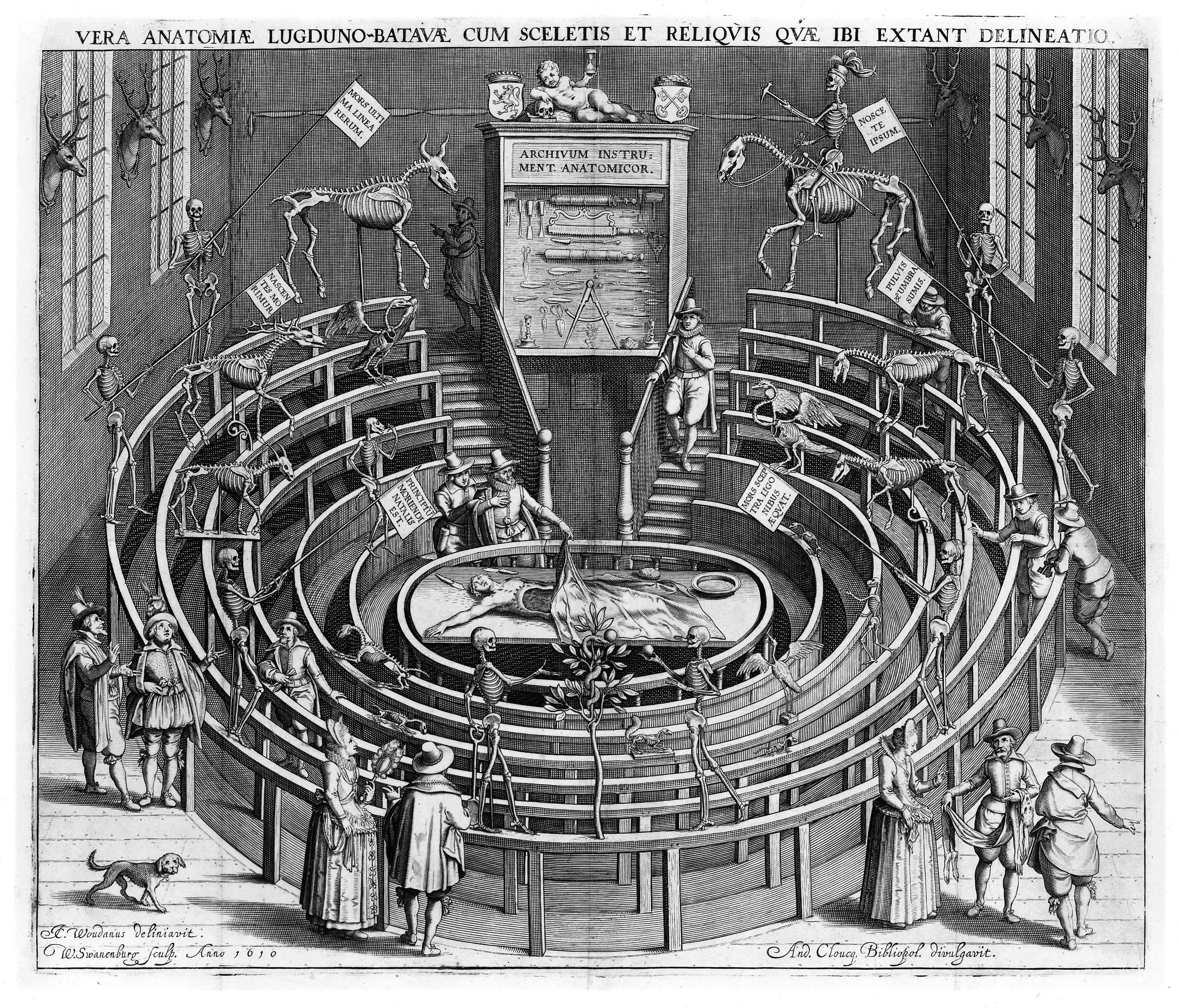
المسرح التشريعي في جامعة ليدن في أوائل االقرن الـ 17

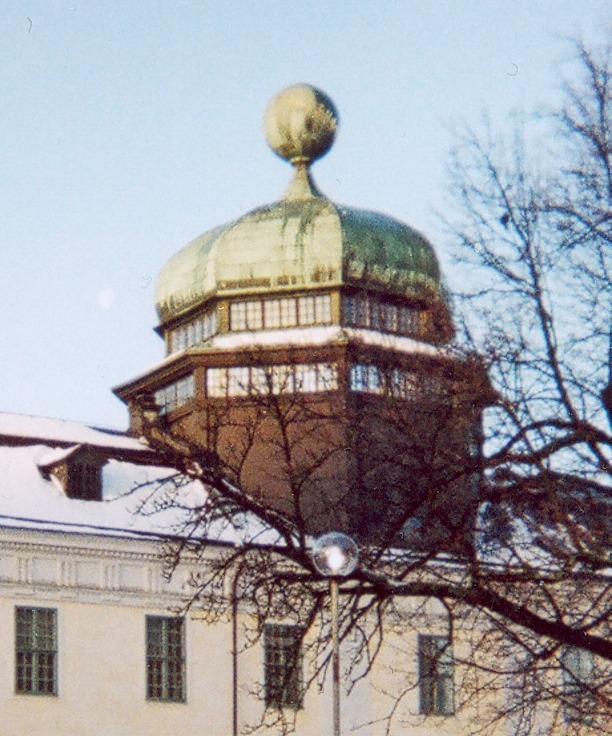
تفاصيل غوستافيانوم في أوبسالا، تبين القبة التي تأوي المسرح التشريحي من عام 1663

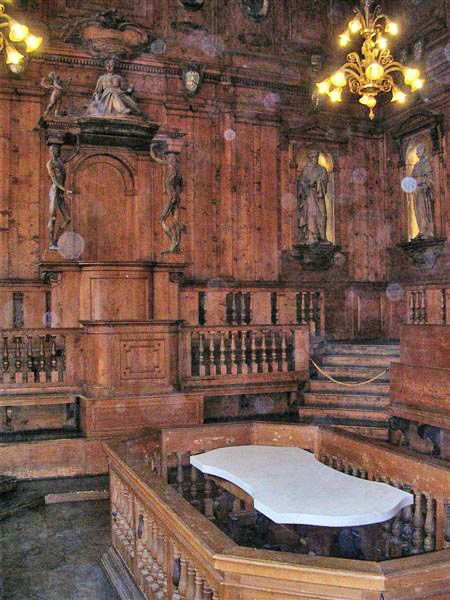
مسرح تشريحي في أرشيناسيو البولونية، تم إنشاؤه عام 1637

كان المسرح التشريحي عبارة عن مؤسسة تُستخدم في تعليم التشريح في جامعات أوائل العصر الحديث.
وكان المسرح عادة عبارة عن غرفة على شكل مدرجي، تقف في منتصفها طاولة تتم عليها عمليات التشريح لجثث الإنسان أو الحيوان. وحول هذه الطاولة توجد طبقات عديدة دائرية أو بيضية الشكل أو ثمانية الزوايا مع أسياج، حيث يمكن للطلاب أو الملاحظين الآخرين الوقوف والحصول على رؤية جدية للتشريح تقريبًا من أعلى دون وجود إعاقة من المشاهدين الموجودين في الصفوف الأمامية. وكان من الشائع عرض الهياكل العظمية في بعض الأماكن في المسرح؛ في جامعة ليدن، تبين رسومات القرن السابع عشر أن الملاحظين الأحياء كانوا بالفعل بصحبة عدد كبير من الهياكل العظمية البشرية والحيوانية، بعضها عليه لافتات مثل Memento mori، أو، «تذكر أنك ستموت».
وتم بناء أو مسرح تشريحي في جامعة بادوا عام 1594 ولا يزال قائمًا حتى الآن. ومن الأمثلة الأولى الأخرى Theatrum Anatomicum (المسرح التشريحي) الخاص بجامعة ليدن، الذي تم بناؤه عام 1596 وأعيد إنشاؤه في عام 1988، والمسرح التشريحي في أرشيناسيو في بولونيا (الذي يعود تاريخ بنائه إلى عام 1563 ويعود تاريخ المسرح التشريحي إلى 1637).

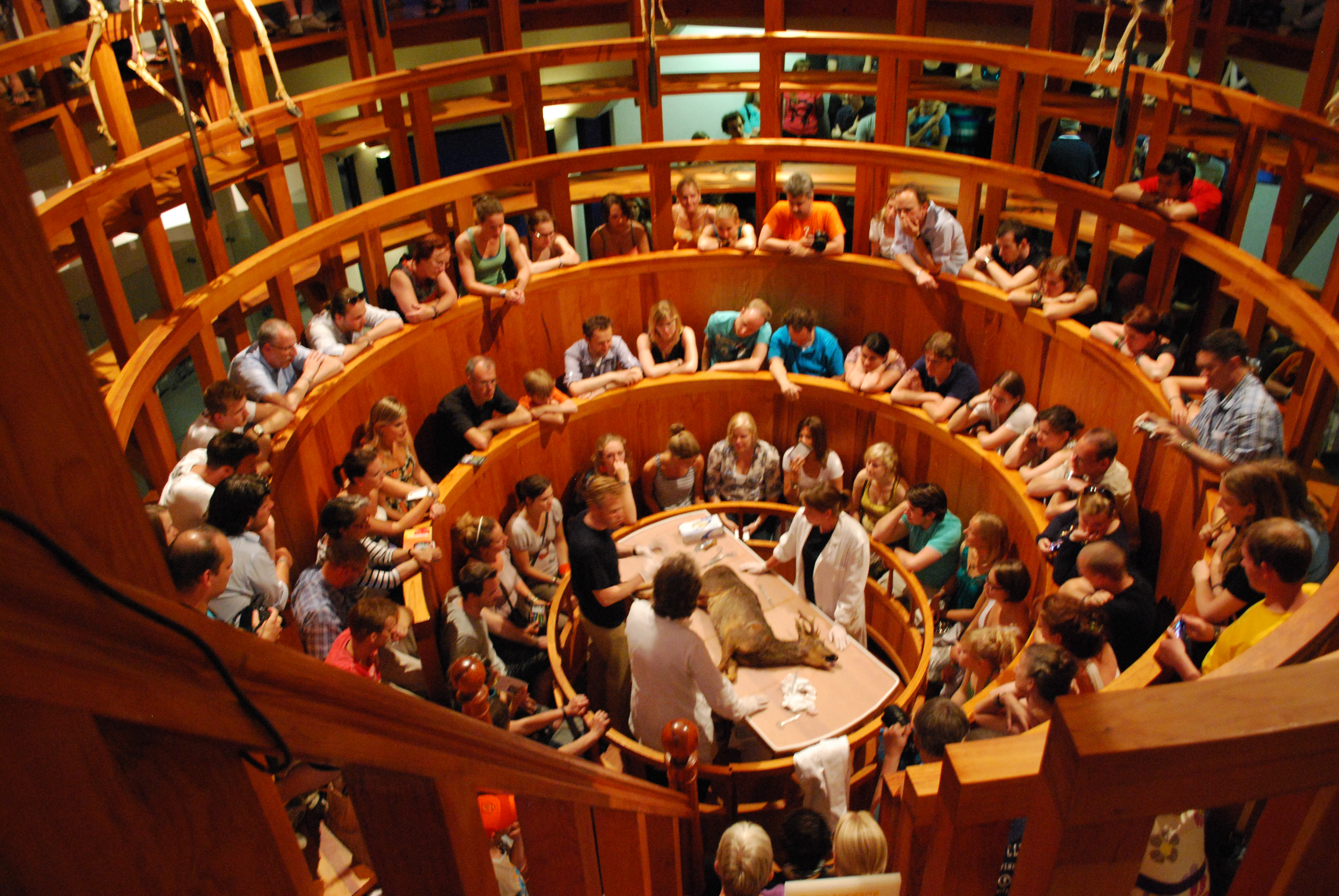
المسرح التشريحي في متحف بورهافي (Boerhaave) في ليدن (2010)

يقع المسرح التشريحي الذي تم استكماله في عام 1663 من قِبل أستاذ الطب والمهندس المعماري أولاوس رودبيك لصالح جامعة أوبسالا في القبة التي وضعها رودبيك أعلى مبنى غوستافيانوم، في المبنى الرئيسي للجامعة. وقضى رودبيك وقتًا في ليدن، وتأثر كل من المسرح التشريحي والحديقة النباتية اللتين أسسهما في أوبسالا عام 1655 بتجاربه هناك.
وقام توماس جيفرسون ببناء مسرح تشريحي لصالح جامعة فيرجينيا. وتم استكماله في عام 1827 ولكنه تهدم عام 1938 لإتاحة مساحة لإنشاء مكتبة جديدة.

## وصلات خارجية
- "Anatomical Theatre". CTSNet: The Cardiothoracic Surgery Network. مؤرشف من الأصل في 2012-02-06. اطلع عليه بتاريخ 2005-12-15. - A model of the anatomical theatre in Padua
- "Anatomical Theatre". CTSNet: The Cardiothoracic Surgery Network. مؤرشف من الأصل في 2013-07-30. اطلع عليه بتاريخ 2005-12-15. - Engraving of the anatomical theatre at Leiden University.
- "The history of Bologna University's Medical School over the centuries. A short review". Acta Dermatovenerologica Alpina, Pannonica et Adriatica. مؤرشف من الأصل في 2005-12-03. اطلع عليه بتاريخ 2005-12-15. - with an image of the Renaissance anatomical theatre at the Bologna University
- "Digging in the Dirt". Decweb. مؤرشف من الأصل في 2011-09-28. اطلع عليه بتاريخ 2005-12-15. - has a section on Jefferson's anatomical theatre
- "Anatomical Theatre". Institute for Advanced Technology in the Humanities. مؤرشف من الأصل في 2018-05-21. اطلع عليه بتاريخ 2005-12-15.